# Route nationale 19 (Colombie)
Pour les articles homonymes, voir Route nationale 19.
La route nationale 19 est une route nationale colombienne reliant le corregimiento de Loboguerrero (rattaché à la municipalité de Dagua) à Cali.